# Grimoald I al longobarzilor
Grimoald I (n. 610 d.Hr., Cividale del Friuli, Friuli-Veneția Giulia, Italia – d. 671 d.Hr., Pavia, Ducatul Milanului) a fost duce longobard de Benevento (651–662), iar apoi rege al longobarzilor (662–671).
Născut probabil înainte de 610 și având ca părinți pe ducele Gisulf al II-lea de Friuli și prințesa Ramhilde din Bavaria, fiica ducelui Garibald I de Bavaria, Grimoald a succedat fratelui său Radoald ca duce de Benevento. Anterior, al[turi de Radoald, fusese regent al fratelui lor instabil mental Aiulf I din 642și până la preluarea domniei de către Radoald în 646.
Grimoald s-a căsătorit cu prințesa Theodota, fiica regelui Aripert I al longobarzilor. Fiul lor a fost Garibald.
În 662, după ce a fost solicitat de către regele Godepert să participe la un război împotriva fratelui aceluia, Perctarit (de asemenea, rege al longobarzilor), Grimoald a oferit Benevento fiului său mai mare Romuald I și, cu sprijinul ducelui Garibald de Torino, l/a asasinat pe Godepert, iar Perctarit l-a forțat să sa retragă. El a trimis pe soția și pe fiul (Cunincpert) acestuia din urmă la Benevento și a preluat el însuși coroana regală a longobarzilor. Tot atunci s-a căsătorit imediat cu sora lui Godepert, tocmai pentru a stabili o legătură de rudenie cu dinastia bavareză din Regatul longobard.
Bravura și îndemânarea sa pe câmpul de luptă au asigurat mai multe victorii ale longobarzilor. Astfel, el și-a condus armatele pentru a obține o victorie personală asupra trupelor bizantine ale împăratului Constans al II-lea lângă Benevento, oraș în care era asediat fiul său Romuald, care se logodise cu fiica lui Constans, Gisa. În continuare, Romuald a capturat Taranto și Brindisi, limitând mult din influența biozantină în regiune pe parcursul răscoalei lui Mezezius din Sicilia, care a tulburat pe bizantini după moartea lui Constans. Grimoald însuși a cucerit Forlì, în nord, de la greci și a distrus din temelii Oderzo, locul în care fratele său mai mare Tasso de Friuli fusese asasinat cu mai mulți ani înainte (617). Totuși, cucerirea Forlì a fost un fapt care i-a atras antipatie, dat fiind că acest atac s-a produs chiar în ziua de Paște, el ucigând credincioșii în timpul ceremoniilor.
Pe când se lupta cu bizantinii în sudul Italiei, Grimoald a lăsat pe ducele Lupus de Friuli ca regent în nord. Acesta din urmă a uzurpat însă puterea și s-a răsculat, deși a fost înfrânt și, cu ajutorul avarilor, ducatul său a fost prădat și devastat. Grimoald a anihilat totodată și aspirațiile fiului lui Lupus, Arnefrid de Friuli și ale aliaților acestuia slavi, obținând victoria la Nimis, luptă în care Arnefrid a murit. Grimoald l-a numit apoi în ducatul de Friuli pe Wechtar, un dușman ireconciliabil al slavilor.
Grimoald i-a înfrânt și pe francii conduși de Clotar al III-lea, pe atunci copil, care invadaseră Regatul longobard. Pentru respingerea acestei invazii, Grimoald se aliase cu Perctarit, la Asti, și cu avarii, la care el fusese ostatec în timpul copilăriei. El a apărat partea de nord-est a Italiei, obținând victoria asupra triburilor slave și menținând ordinea internă, prin suprimarea revoltei unor baroni și a autonomiei ducatelor de Friuli și de Spoleto, în acesta din urmă instalându-l pe Thrasimund I în 665.
Ca politică religioasă, Grimoald s-a menținut pe pozițiile sale de apărător al arianismului, în pofida căsătoriei sale cu o catolică și s-a ținut la distanță față de papalitate. Cu toate acestea, el a continuat să îl perceapă pe Arhanghelul Mihail — al cărui cult era larg răspândit în rândul longobarzilor — ca războinic-protector al națiunii longobarde.
Grimoald a murit în 671, după ce încheiase un tratat cu francii și a fost succedat în Regatul longobard de Perctarit, pe care Grimoald cândva îl exilase, dat fiind că fiul său Garibald, încă tânăr, nu a reușit să se impună mai mult de trei luni de zile. În ducatul de Benevento, Grimoald a fost urmat la conducere de către fiul său, Romuald, care s-a desprins de sub autoritatea centrală de la Pavia. Grimoald a fost un conducător popular, fiind cunoscut pentru virtuțile sale generoase, dar și pentru dârzenia în luptă.